# Megobaralipton bicoloripes
Megobaralipton bicoloripes är en skalbaggsart som först beskrevs av Conrad Ritsema 1881.  Megobaralipton bicoloripes ingår i släktet Megobaralipton och familjen långhorningar.
Artens utbredningsområde är Burma. Inga underarter finns listade i Catalogue of Life.